# Paradoja de Easterlin

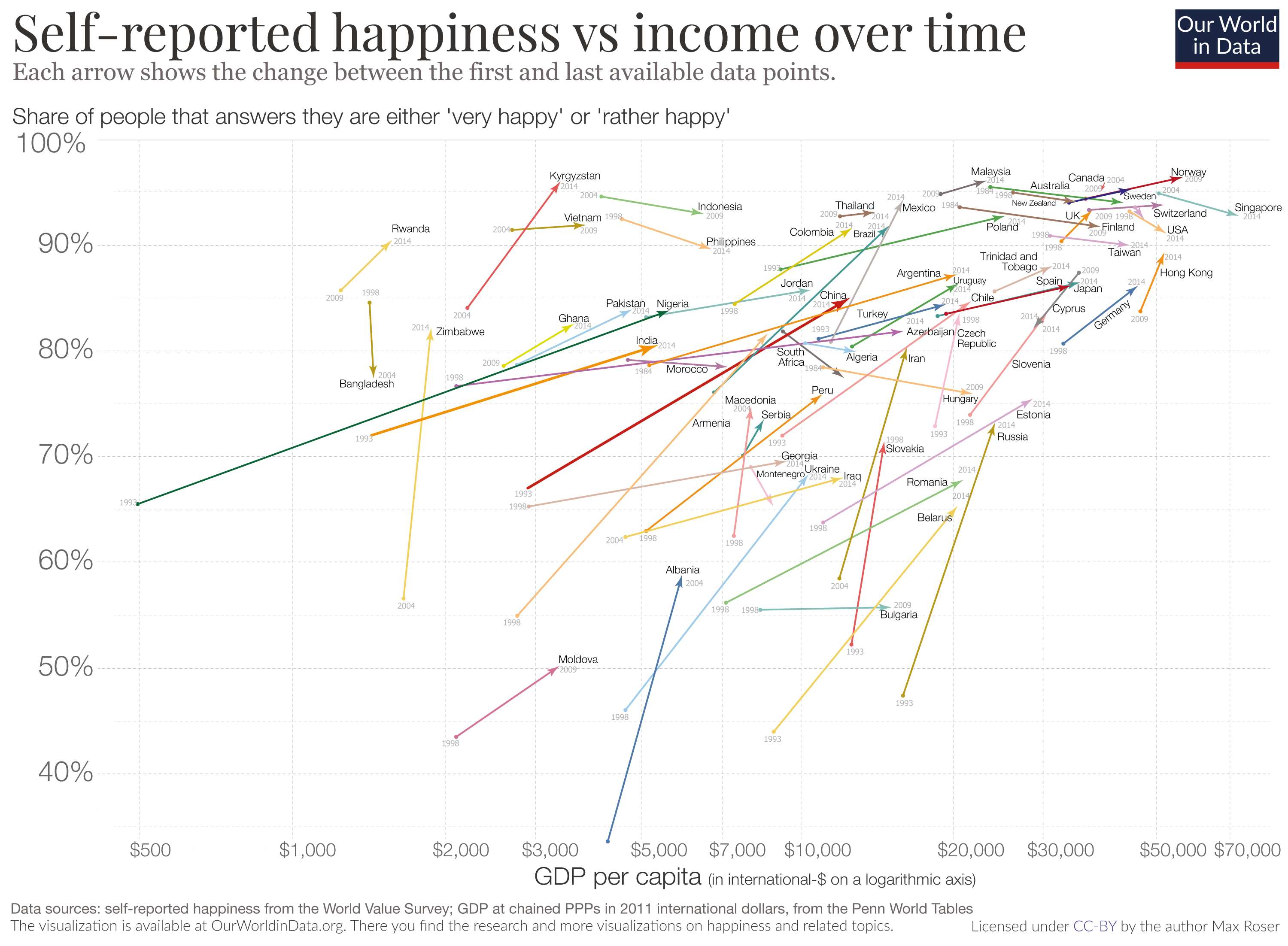
Los datos de la Encuesta Mundial de Valores se utilizan para trazar la evolución de los ingresos medios nacionales y la felicidad media nacional a lo largo del tiempo. En general, el crecimiento económico y el aumento de la felicidad tienden a ir de la mano. Algunos países, en algunos periodos, experimentan un crecimiento económico sin que aumente la felicidad.

La paradoja de Easterlin es un concepto empleado en la economía de la felicidad, que pone en cuestión la teoría tradicional económica que afirma que cuanto mayor sea el nivel de ingresos de un individuo, mayor será su nivel de felicidad.

## Teoría
La paradoja de Easterlin es un concepto clave en la economía de la felicidad. Se trata de un postulado del economista Richard Easterlin, publicado en un artículo de 1974 con el título "Does Economic Growth Improve the Human Lot? Some Empirical Evidence". En este artículo se muestra que, tal y como predice la teoría económica mayoritariamente aceptada, dentro de un país dado, la gente con mayores ingresos tiene una mayor tendencia a afirmar que es más feliz. Sin embargo, cuando se comparan los resultados de varios países, el nivel medio de felicidad que los sujetos dicen poseer no varía apenas, al menos en los países en los que las necesidades básicas están cubiertas en la mayor parte de la población. De manera similar, aunque los ingresos por persona han aumentado de manera significativa en los Estados Unidos entre 1946 y 1970, el nivel de felicidad declarado por los ciudadanos no ha mostrado una tendencia de cambio homogénea, manteniéndose hasta los años 60 y decreciendo entre 1960 y 1970.
En lo que respecta a las políticas gubernamentales, esta teoría sugiere que, una vez que las necesidades primarias están cubiertas, las medidas políticas deberían centrarse en aumentar la satisfacción de los individuos, actuando sobre la Felicidad Interna Bruta, y no en el crecimiento económico, medido por el producto interno bruto.
Andrew Oswald, de la Universidad de Warwick, ha tratado recientemente la Paradoja de Easterlin, y con ello ha atraído la atención de los medios. Investigaciones recientes utilizan diferentes formas de medir la felicidad, incluyendo medidas biológicas, y los resultados han mostrado patrones similares. Estas investigaciones tratan de ofrecer más baremos de felicidad que las propias declaraciones de los sujetos implicados.

## Críticas a la teoría
En el año 2003, Ruut Veenhoven y Michael Hagerty publicaron nuevos análisis basados en varias fuentes de datos. Su conclusión fue que no existe la paradoja y los países se volvían más felices a medida que aumentan sus ingresos. Easterlin ha respondido a estas críticas, afirmando que los datos empleados son inadecuados
En 2008, los economistas Justin Wolfers y Betsey Stevenson, ambos de la Universidad de Pensilvania, publicaron un artículo en el que volvieron a examinar la Paradoja de Easterlin usando nuevas series de datos. Concluyeron, al igual que Veenhoven, que -al contrario de lo que Easterlin argumenta- los aumentos en los ingresos reales están estrechamente unidos al incremento de la felicidad. No obstante, en 2010 Easterlin publicó un informe reafirmando la paradoja con datos de una muestra de 37 países.